# ロムルス・アウグストゥルス
ロムルス・アウグストゥス（ラテン語: Romulus Augustus, 465年頃 - 511年以降）は、西ローマ帝国の皇帝（在位: 475年10月31日 - 476年9月4日）。アウグストゥルス（Augustulus）とあだ名される。彼はマギステル・ミリトゥムであった父オレステスによって幼くして帝位につけられたが、殆ど父の傀儡であった。10か月の在位後、オレステスを打ち破った蛮族のオドアケル将軍は彼を殺し、ロムルスを廃位した。オドアケルは後継の皇帝を擁立せなかったため、ロムルスは一般に最後の西ローマ皇帝と見なされ、彼の廃位をもって政体としての西ローマ帝国は滅亡したと考えられている。また、ロムルス・アウグストゥルスの廃位を古典古代と中世の境目とする歴史家も存在する。
ロムルスの治世に関する記録はほとんど存在しない。皇帝に関する主要な政策、法、碑文は知られておらず、ロムルスが目立たず取るに足らない存在だったとの印象を与える。渾名の「アウグストゥルス」は「小アウグストゥス」を意味し、彼が幼かったことに由来する。彼の父（および恐らく母、およびロムルスの両祖父母）を含むロムルスの一族は属州のひとつパンノニア出身で、一族の多くは軍人であった。
475年、前帝ユリウス・ネポスの廃位によってロムルスは帝位を手にした。ダルマティアに逃れたネポスはその後も帝位を主張し続けたため、ロムルスの正統性は傷つき、東ローマ帝国の皇帝ゼノンはロムルスを承認しなかった。476年、イタリアにいた蛮族のフォエデラティはイタリアへの定住権を要求したものの、オレステスによって拒否された。オドアケル率いるフォエデラティはオレステスを敗死させ、ロムルスを廃位した。オドアケルは初代イタリア王に即位し、ゼノンの宗主権を認めた。
オドアケルはロムルスを助命し、カンパニアのルクッルス荘園に住まわせた。廃位後のロムルスについてはほとんど知られていない。彼はひょっとするとルクッルス荘園で480・490年代に創立された聖セウェリヌス修道院の創立に関与していたかもしれない。507年から511年の間、テオドリック大王が「ロムルス」なる人物に宛てて年金に関する手紙を書いており、ロムルスはこの頃まで生きていたと考えられる。540年代半ばのゴート戦争に関する記録ではロムルスが言及されておらず、おそらくそれ以前に死去したと考えられている。

## 名前
ロムルス・アウグストゥルスの誕生名は単にロムルスであった。彼の名はノリクム・ポエトウィオ出身の貴族だった外祖父にちなむ。帝位獲得後、彼はアウグストゥスを単なる称号だけでなく、自らの名に加えた。多くの歴史家は、最後の西ローマ皇帝が偶然にも神話上のローマ建国者にして初代国王ロムルスおよび初代ローマ皇帝アウグストゥスの名を冠したことについて言及している。彼の貨幣に刻まれた正式な称号名は「Dominus Noster Romulus Augustus Pius Felix Augustus」であった。幼いロムルス・アウグストゥスは当時からしばしば「ロムルス・アウグストゥルス」（「小アウグストゥス」の意）と呼ばれた。小ばかにした愛称の「アウグストゥルス」が正式に用いられることはなく、当時発行された貨幣には全て「ロムルス・アウグストゥス」と刻まれている。ギリシア語ではロムルスが「モミュルス」（Momylus・小さな恥）と蔑まれた。

## 背景

### 地政学的背景
ディオクレティアヌス（在位: 284年 - 305年）

東（オレンジ色）および西（緑色）ローマ帝国（476年）

の治世までに、余りにも拡大したローマ帝国はひとりではなく複数の皇帝によって統治されるべきだとする考えが確立した。様々な分割が行われた4世紀を経て、395年のテオドシウス1世（在位: 379年 - 395年）
の死後、帝国は東西に硬く永遠に分割された。後世の歴史家は一般に西ローマ帝国および東ローマ帝国という用語を用いて新たな政体を説明するものの、当時のローマ人自身は帝国が分割されたとは考えず、2人の支配者を戴く1国家と見なした。5世紀の間、帝国の西側は破滅的な衰退を辿った。無能な西側の支配者たちは様々な問題に直面した。東側と比べて西側の属州は概して田舎であり、人口は少なく、経済は脆弱であった。ゲルマン人蛮族による侵略・定住の増加は問題を悪化させるだけであった。
410年、アラリック1世率いる西ゴート族はローマを略奪した。455年にはテオドシウス朝最後の西帝ウァレンティニアヌス3世（在位: 425年 - 455年）
が廃位・殺害された。同年、今度はヴァンダル族によってローマは50年もたたないうちに再び略奪された。ローマ軍は蛮族傭兵に対する依存を強め、リキメル（418年頃–472年）のような蛮族将軍が政治を掌握し、傀儡の皇帝を介して帝国を支配した。ウァレンティニアヌス3世の死からロムルスの即位までの20年間、8人の異なる皇帝が相次いで擁立された。475年までに西ローマ帝国は深刻な状況に陥った。イタリアの外で支配が及ぶのはラエティアおよびガリアの一部に限られていた。
475年に帝位にあったのは即位から1年に満たないユリウス・ネポスであった。ネポスは東帝のレオ1世（在位: 457年 - 474年）
およびゼノン（在位: 474年 - 491年）
によって西帝へ指名されていたが、西側からの支持はほとんど得られていなかった。475年、ネポスはオレステスをパトリキおよびマギステル・ミリトゥム（総司令官）に任命し、前任者のエクディキウスを解任した。オレステスはローマ後期を代表する有力者であり、フン族のアッティラ王の下でノタリウス（長官）を務めていた。マギステル・ミリトゥムとして、オレステスは南ガリアで反乱を起こしたフォエデラティ（ローマと同盟した蛮族）の西ゴート族およびブルグント人を討伐するようネポスに命じられた。ネポスがオレステスに与えた軍勢は多民族的で、多くのフォエデラティ兵が含まれていた。ネポスが土地授与を拒否したと知ったオレステスは部隊の苦情に従い、皇帝を裏切って帝都ラウェンナへと進軍した。475年8月28日、オレステスは軍勢を率いてラウェンナへと入城し、ネポスはアドリア海を渡ってダルマティア属州サロナへと逃れた。

### 家系

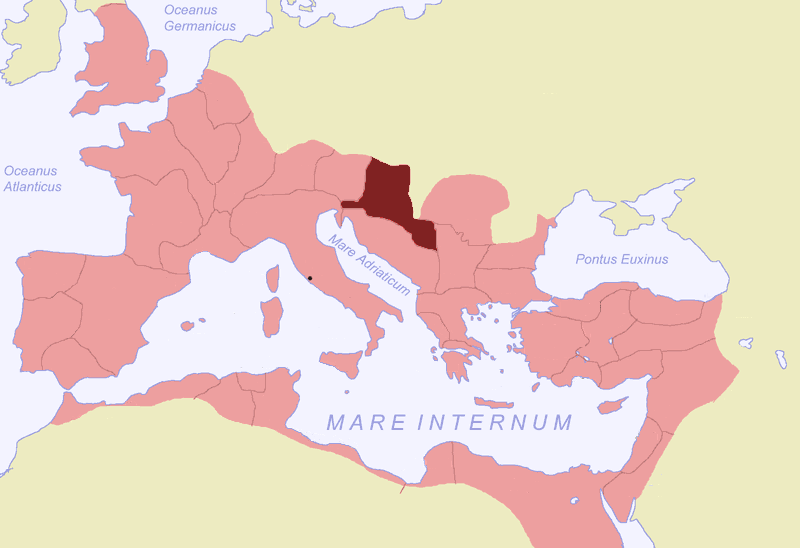
ロムルス・アウグストゥスの家族はパンノニア出身だった。

ロムルスの家系については、オレステスがパンノニア出身のローマ市民であったことが知られているほかは、具体的な資料はほとんど残っておらず、一族に関する情報もまばらである。オレステスの父はパノニア出身のローマ将校タトゥルス（Tatulus）である。タトゥルスはオレステス以外に少なくとも1人、コメスを務めたパウルス（Paulus）という息子がいた。ロムルスの母は知られていないが、バルバリア（Barbaria）という名だった可能性がある。バルバリアという珍しい名はローマ時代パンノニアで活動したバルビウス氏族（Barbii）か、あるいは南ガリアで何人かのローマ人に見られたバルバリウス（Barbarius）という名の女性形のどちらかに由来すると考えられる。ロムルスの母がフラウィア・セレナ（Flavia Serena）という名だったとする説もある。コメスを務めていたロムルスの外祖父は孫と同名のロムルスであり、449年にアエティウスの使節としてアッティラのもとを訪れていた。ロムルスの両親は449年より前に結婚した。ロムルスの母（およびその一族）はオレステスと同様パンノニア出身だったと考えられている。
ロムルスは両親の結婚から数年後に生まれていることから、兄または姉がいた可能性がある。古代ローマでは、長男はその祖父にちなんで名付けられるという習慣があった。ロムルスが祖父と同じタウルスという名を受け継がなかったことから、彼が長男でない可能性が示唆される。

## 治世

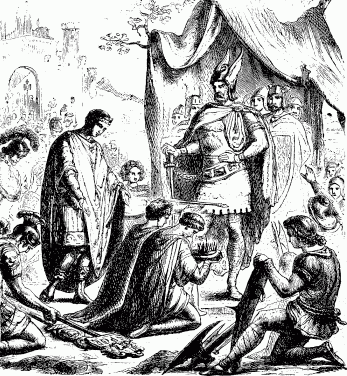
オドアケルに帝冠を差し出すロムルス・アウグストゥス（19世紀の絵画）

2か月にわたる西帝の空位後、475年10月31日にオレステスは（10歳ほどの若さだったかもしれない）ロムルスを皇帝だと宣言した。彼は西側で皇帝だと宣言された最後の人物である。なぜネポス後の空位期間がかくも長く、そして高位の将校であり生まれながらのローマ市民であったオレステス自身が皇帝とならなかったかは知られていない。オレステスが東帝ゼノンからの承認（結局得られることはなかった）を期待していたからかもしれない。ロムルスは10か月の在位の大半を傀儡として過ごし、依然マギステル・ミリトゥムの職にあった父オレステスが実際に政務を担った。ゼノンはロムルスを西帝として承認せず、ゼノンの前帝レオ1世によって擁立され、当時亡命先のダルマチアを支配していたネポスを西帝と見なし続けていた。
蛮族のフォエデラティ兵が主力を成す西ローマ軍にまつわる問題は470年代を通して悪化の一途を辿った。かつて、オレステスがネポスに反逆した際と同様の問題が中央政府と軍との間で燻っていた。476年、主にヘルール族、スキリア族、トルキリンギア族からなるフォエデラティ達がイタリアに定住できるよう土地を要求した。オレステスは拒絶した。フォエデラティの指導者オドアケルは出自不詳の蛮族将校だった。オレステスはかつてオドアケルの父エデコと共にアッティラ王に仕えていた。476年8月28日、ティキニウム（現パヴィーア）の戦いに勝利したオドアケルはオレステスを捕らえ処刑した。
9月4日、ラウェンナを占領したオドアケルはオレステスの兄弟で副官のパウルスを処刑した。捕らえられたロムルスは廃位され、オドアケルが初代国王としてイタリアを支配した。オドアケルは新帝を擁立せず、西帝のレガリアを東帝ゼノンに送って忠誠を誓った。5世紀の作家・歴史家マルコスによれば、オドアケルの命令でロムルスはゼノンに対しレガリアと共に、以後ローマ帝国はコンスタンティノープルにいるただ1人の皇帝によって統治されるべきとする「退位書」を送ったという。ゼノンはオドアケルにパトリキの称号を与える一方、ユリウス・ネポスを皇帝としてイタリアに戻すよう促した。オドアケルはネポスを名目上宗主として認め、彼の名で貨幣を発行する一方、ネポスがイタリアに帰還することはなかった。

## その後

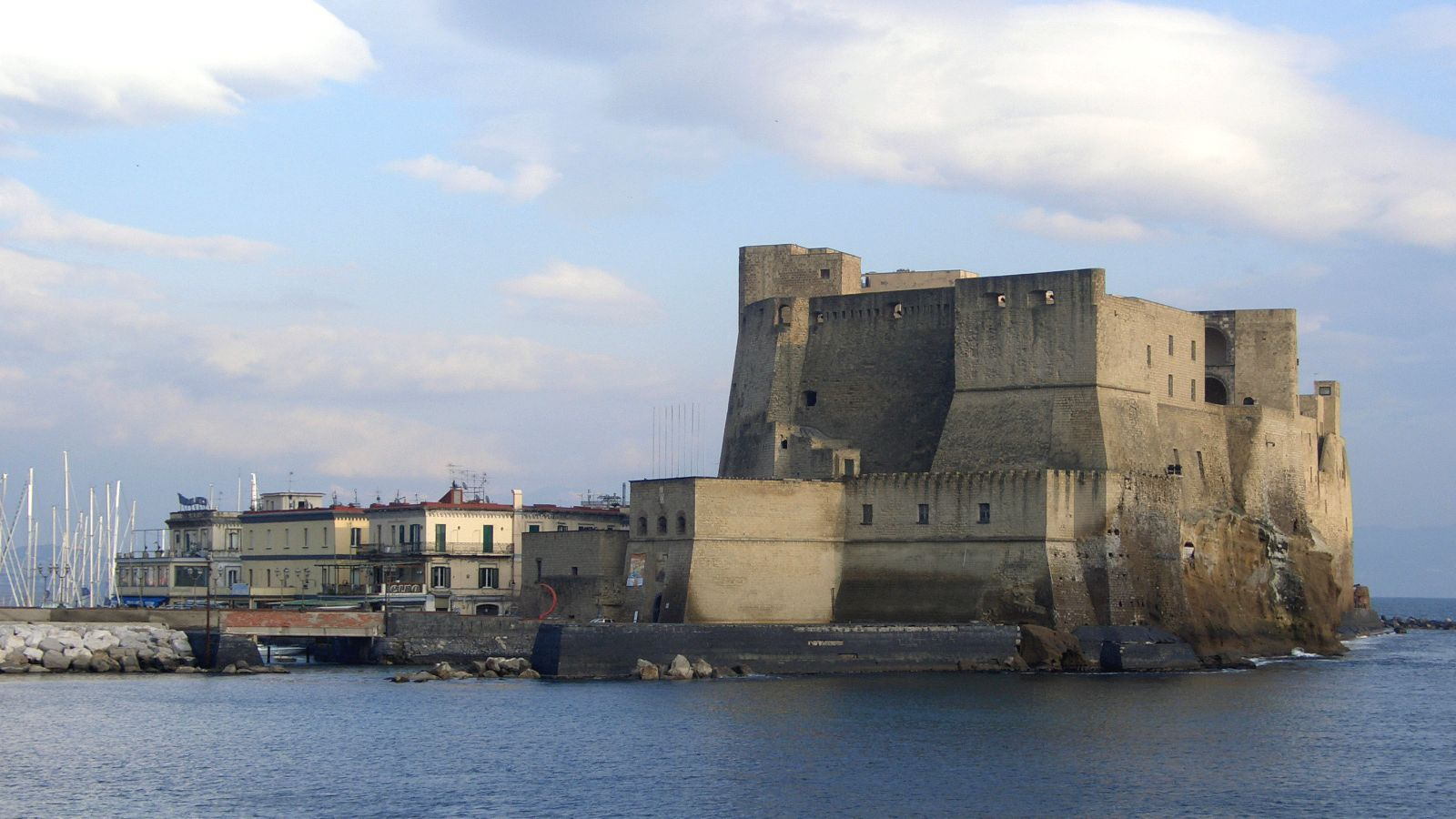
南イタリア・ナポリにある卵城またはルクッルス荘園は476年の廃位後、アウグストゥスが暮らした地である。この建物は彼の引退より後の時代のものである。

オドアケルは幼いロムルスの「若さと美しさ」を理由に彼を助命した。ロムルスは年6,000ソリドゥス金貨の年金（裕福な元老院議員の年収に匹敵）が保証され、カンパニア・ネアポリス（現ナポリ）近郊にかつて執政官を務めたルキウス・リキニウス・ルクッルス将軍が前60年代に建設したルクッルス荘園（現卵城）を与えられた。ルクッルス荘園はかつてローマ帝国2代目皇帝ティベリウス（在位: 14年 - 37年）
の隠居先として用いられた。古代後期までにルクッルス荘園は城塞化され、カンパニアの一大行政・軍事拠点となっていた。ロムルスがカンパニアに下る際、多くの従者と生き残った一族が付き従った。
ロムルスは507年または511年、テオドリック大王が「ロムルス」なる人物とその母に対し、テオドリック政権でイタリア道知事を務めたペトルス・マルケリヌス・フェリクス・リベリウスの与えた特権を保証する手紙を書いた時までは生存していた可能性がある。1886年に手紙を訳したトマス・ホジキンは手紙の宛先であるロムルスという個人名は当時珍しく、またいかなる称号も伴っていないことからロムルス・アウグストゥスの可能性が高いと指摘している。宛先への称号が無いという点で現存する他多くのテオドリック王による手紙とは異なっており、まるでテオドリックや書記官が廃帝をどう呼べばいいか確信が持てなかったかのようである。もしこの手紙の宛先がロムルス・アウグストゥスと同一人物の場合、オドアケル治世下で結ばれた協定が有効かどうか、彼を打倒したテオドリック相手に交渉する必要があったことが示唆される。530年代半ば、ゴート戦争時の記録にロムルスへの言及が見られないことから、同戦争より前にロムルスが死去したと考えられる。
彼はひょっとするとルクッルス荘園で480・490年代に創立された聖セウェリヌス修道院の創立に関与していたかもしれない。バルバリアというローマ人貴族の女性も修道院に対し寄付しており、彼女がロムルスの母親かもしれない。同修道院は教皇グレゴリウス1世（在位: 590年 - 604年）
の下で繁栄し、10世紀頃まで存続していたようである。

## 影響

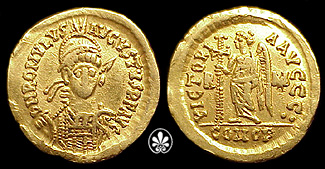
ロムルス・アウグストゥスのソリドゥス金貨

ロムルスの治世に関する記録はほとんど現存していない。在位中のいかなる政策も知られていない。乏しい記録とわずかな貨幣しか知られていないことに加え、重要な碑文や聖帝した法律も知られていないため、影が薄く、どちらかといえば取るに足らない皇帝となっている。ラルフ・W・マシセンは1997年に西ローマ帝国末期の短命な諸皇帝の中でも「おそらく最も重要性が低い」と見なしている。取るに足らないという以外では、歴史家からの評価は否定的なものとなっている。『ローマ帝国衰亡史』（1776–1788）の中で、エドワード・ギボンは「ロムルス（および）アウグストゥスの名を背負い、それを汚した」と記している。
ロムルス・アウグストゥスはしばしば最後の西ローマ皇帝、あるいはローマ帝国全体で最後の皇帝とさえ見なされ、その廃位によって政体としての西ローマ帝国が滅亡したと見なされている。ロムルスの廃位は古典古代と中世の境界として最もよく用いられる。ロムルスが最後の皇帝と見なされる理由の一つとして、単に西側で皇帝と宣言された最後の人物であるというだけでなく、ローマ建国者ロムルスおよび初代皇帝アウグストゥス両者の名を冠しているという詩的な要因があげられる。多くの歴史家は最後の皇帝の名が都市の建設者と初代皇帝の両方を組み合わせたものだという偶然性について言及している。『ローマ帝国衰亡史』の中でギボンは「都市と帝政両方の偉大な建設者の名は、こうして最後の後継者に引き継がれた」と記している。

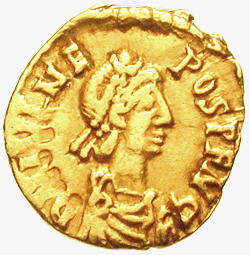
ユリウス・ネポス（在位: 474年–475/480年）のトレミッシス金貨

近年、一部の歴史家はロムルスが最後の西ローマ皇帝だという説に疑問を呈している。ラルフ・W・マシセンやマリェータ・シャシェル・コスなどは、実際にはユリウス・ネポスこそが最後の西ローマ皇帝だったと主張している。イタリアに帰還することはなかったものの、ネポスはゼノンの支持やオドアケルからの名目的な承認を受けつつ、480年に殺害されるまでダルマチアを支配し続けた。その短い在位中ロムルスはコンスタンティノープルからの承認を得ることはなく、東方宮廷はネポスを正当な西方帝として承認し続けた。
広く支持を得られたものはいなかったものの、ネポスの死後も西方帝を称する人物は存在した。477年から516年までムーア人のドゥクス・マスティエスは北アフリカで帝位を自称した。西ゴート領ヒスパニアではエブロ川渓谷でブルドゥネルス（486年）およびペトルス（506年）という2人の自称皇帝が出現した。
ロムルスを最後の西ローマ皇帝と見なす考えは早くも6世紀初頭の東ローマ帝国の作家・歴史家に見られる。その様な考えを持った最初期の人物であるマルケリヌス・コメス（534年頃没）は次の様に記している。
都市の建国から790年後、初代皇帝オクタウィアヌス・アウグストゥスによって始まったローマ人の西方帝国は、彼から520年後のアウグストゥルスによって終わった。それ以降、ゴート人の国王がローマを支配した。
後の東ローマ帝国の作家たちも彼を最後の西ローマ皇帝と見なした。プロコピオス（500年頃–565年以降）やヨルダネス（同じく6世紀）はロムルスを最後の正統な西ローマ皇帝だと見なした。